# Rui Mayer
Ruimondo Ferro Mayer (* 29. Dezember 1888 in Mercês; † 6. September 1959 in Lissabon) war ein portugiesischer Fechter.

## Karriere
Mayer nahm 1920 erstmals an Olympischen Spielen teil. In Antwerpen erreichte er im Degenfechten das Viertelfinale des Einzelwettbewerbs, mit der Mannschaft belegte er den vierten Rang. Vier Jahre später, bei den Spielen in Paris 1924, wiederholte er im Degeneinzel den Einzug in das Viertelfinale. Auch mit der Degenmannschaft erreichte er erneut den vierten Platz.